# Mao Hengfeng
Mao Hengfeng (9 december 1961) is een Chinese dissidente die strijdt voor een verbetering van de mensenrechten in de Volksrepubliek China.
Ze is een moeder van een tweeling en werd in 1988 ontslagen door de zeepfabriek waar ze werkte omdat ze weigerde toe te geven aan de gedwongen eenkindpolitiek en haar tweede zwangerschap niet wilde afbreken. Vervolgens werd ze in een psychiatrische kliniek opgesloten. Haar derde kind werd geboren op 28 februari 1989.
Hengfeng spande een rechtszaak in tegen de zeepfabriek maar de rechter oordeelde in eerste instantie in het voordeel van het bedrijf. Mao Hengfeng ging in beroep tegen deze uitspraak en was ondertussen zeven maanden zwanger van haar vierde kind. De rechter wilde het vonnis herzien op voorwaarde dat Hengfeng deze keer wel abortus zou plegen. Met het oog op het welzijn van haar overige kinderen en tegen haar zin, liet ze deze uitvoeren. Toch oordeelde de rechter dat de zeepfabriek haar terecht had ontslagen omdat ze bij de geboorte van haar derde kind zestien dagen onwettig afwezig was geweest en omdat ze de eenkindpolitiek had overtreden.
Tussen 1990 en 2004 bleef Hengfeng de Chinese overheid bestoken met petities en vragen over haar ontslag, haar gedwongen abortus en de miskenning van basisrechten zoals het recht op vrijheid van meningsuiting.
In april 2004 belandde ze achttien maanden in een heropvoedingskamp. Na haar vrijlating in 2006 bleef ze actie voeren en werd daarna gevangengezet.
Amnesty International volgt deze zaak nauwgezet en steunt haar.